# AXXIS II
AXXIS II är Axxis andra album och utgavs 1990.

## Låtlista
1. "The World Is Looking in Their Eyes" - 4:07
2. "Save Me" - 4:05
3. "Touch the Rainbow" - 3:32
4. "Rolling Like Thunder" - 4:06
5. "Hold You" - 4:42
6. "Ships Are Sailing" - 3:52
7. "Little Look Back" - 3:58
8. "Face to Face" - 5:22
9. "Get Down" - 3:22
10. "Gimme Back the Paradise" - 3:36
11. "Hold You" (akustisk version) - 4:08